# The Operative: No One Lives Forever
The Operative: No One Lives Forever (abreviado como NOLF) é um vídeo game de tiro em primeira pessoa desenvolvido pela Monolith Productions e publicado pela Fox Interactive, lançado para Windows em 2000. O jogo foi portado mais tarde ao PlayStation 2 e Mac OS X em 2002.
Um jogo baseado em histórias ambientado na década de 1960, No One Lives Forever recebeu aclamação da crítica por sua representação estilística da época no espírito de muitos filmes de espionagem e séries de televisão daquela década, bem como pelo seu humor. Jogadores controlam protagonista feminina Cate Archer, que trabalha para uma organização secreta que zela pela paz mundial. Além de uma variedade de armas de fogo, o jogo contém vários aparelhos disfarçados de itens de moda feminina comuns.
Na época de seu lançamento, muitos críticos consideraram que No One Lives Forever era um dos melhores jogos de tiro em primeira pessoa desde Half-Life, de 1998. Depois de receber vários prêmios de Jogo do Ano na imprensa, uma Edição Especial de Jogo do Ano foi lançada em 2001, que incluía uma missão adicional em uma ilha remota no Pacífico Sul. The Operative: No One Lives Forever foi seguido por uma sequência, No One Lives Forever 2: A Spy in HARM's Way, em 2002, e um spin-off intitulado Contract JACK lançado em 2003, ambos desenvolvidos pela Monolith.
O relançamento do jogo foi dificultado pelo estado complicado dos direitos de propriedade intelectual (PI) da série, com até mesmo partes supostamente detentoras da PI tendo admitido publicamente não conhecer a situação legal precisa da série.

## Sinopse
Cate Archer, uma espiã dos anos 1960 deve lutar contra uma excêntrica organização terrorista - H.A.R.M. - neste clássico jogo de tiro em primeira pessoa, uma paródia estilosa e irônica de James Bond da época da Guerra Fria.

## Jogabilidade

Em No One Lives Forever, a protagonista Cate Archer é enviada em uma variedade de missões, incluindo proteger um embaixador americano de assassinos em Marrakesh, no Marrocos.

No One Lives Forever é um jogo de tiro em primeira pessoa que inclui elementos de um jogo furtivo. O jogador assume o papel de Cate Archer, uma nova agente da organização secreta Unity, enviada em várias missões. A maioria, mas não todas, as missões podem ser resolvidas de várias maneiras: usando furtividade para evitar o perigo ou entrando com tiroteios diretos.
Uma abordagem furtiva pode ser adotada para escapar de câmeras de segurança, cães de guarda e outros obstáculos. Os inimigos estão cientes do ruído feito pelo jogador, incluindo passos e tiros de armas, e também reagem a pegadas na neve e cadáveres deixados espalhados. Para ajudar em abordagens furtivas, Cate ganha acesso através da "Loja de Brinquedos" da Unity a uma variedade de dispositivos de espionagem disfarçados de acessórios femininos, como uma presilha que pode ser usada para arrombar fechaduras, óculos de sol que incluem uma câmera em miniatura, batom explosivo e perfume indutor de sono.
O jogo apresenta uma grande variedade de armas de fogo, desde pistolas, escopetas, fuzis de precisão e uma maleta lança-foguetes.  Algumas das armas podem ser carregadas com diferentes tipos de munição, incluindo balas de revestimento metálico padrão, balas dum dum que se expandem com o impacto e causam sangramento, e balas traçantes revestidas de fósforo que continuam a queimar com o impacto. Silenciadores e lunetas também podem ser instalados em algumas armas. Em várias seções do jogo, o jogador pode pilotar uma motocicleta ou uma moto de neve. Outros segmentos do jogo envolvem lutas contra chefes. Se o jogador optar por ser furtivo, ele poderá ouvir conversas engraçadas entre personagens não-jogadores, como guardas, cientistas e civis.
As missões do jogo estão repletas de "itens de inteligência": maletas, envelopes e pastas de papel pardo contendo notas textuais que geralmente fornecem notas engraçadas e dicas úteis para o jogo. A coleta de itens de inteligência é opcional. Os power-ups especiais, chamados itens de "equipamento", também estão disponíveis para coleta durante o jogo, como "chinelos felpudos" que reduzem o ruído feito pelo movimento, protetores de ouvido que reduzem o dano de explosões e um extintor de incêndio que protege o jogador de queimaduras. Esses equipamentos às vezes ficam em áreas de difícil acesso. No início de cada missão, o jogador pode escolher quais armas, dispositivos e equipamentos levar consigo. Alguns itens de inteligência e equipamentos não podem ser coletados na primeira jogada do jogo, pois os dispositivos necessários para obtê-los só são desbloqueados mais tarde no jogo. Se o jogador quiser coletar esses itens, ele terá que revisitar a missão com o equipamento apropriado.

Nível: "Misfortune in Morocco", Cena 2. (Item de inteligência). "Cate, às vezes você pode se deparar com itens de inteligência que não consegue recuperar porque não tem um dispositivo necessário. Se quiser coletar esses itens, precisará voltar mais tarde com um equipamento diferente. – Bruno"

Os dispositivos geralmente são disfarçados como itens comuns de moda feminina, como esses dispositivos explosivos em forma de batom.

No final de cada missão, o jogo exibe várias estatísticas, bem como quaisquer prêmios e bônus ganhos durante a missão. Prêmios são notas textuais engraçadas dadas pelo desempenho do jogador durante uma missão; eles incluem prêmios por usar um número muito baixo ou muito alto de balas, ou um "Prêmio de Obrigado por Não se Machucar" por evitar danos. O jogador também recebe uma classificação, como "Trainee" ou "Super Spy", que é baseada no número de itens de inteligência obtidos durante a missão. Alcançar uma alta classificação de missão aumenta a saúde máxima do jogador, a capacidade de armadura e munição, bem como a furtividade, a quantidade de dano infligido e a precisão de seus tiros.
No One Lives Forever também inclui jogabilidade multijogador online ou em uma rede local. Existem dois modos multijogador disponíveis: o deathmatch padrão e "HARM vs. UNITY", um modo de captura da bandeira, onde cada equipe tenta entrar furtivamente na base inimiga, encontrando e fotografando um item alvo e retornando à sua própria base com as evidências.

## Produção

### Desenvolvimento
O trabalho em No One Lives Forever começou em 1998, após o lançamento do jogo anterior da Monolith Productions, Shogo: Mobile Armor Division. Craig Hubbard, desenvolvedor de jogos para Shogo e NOLF, expressou que Shogo "(embora criticamente bem-sucedido) ficou vergonhosamente aquém dos objetivos originais de desenvolvimento [da equipe]" e "é um lembrete sombrio dos perigos do otimismo selvagem e da ambição desenfreada" exercidos pela equipe de desenvolvimento relativamente pequena. A equipe (que incluía aproximadamente 18 membros principais durante o desenvolvimento de NOLF) estava determinada a não cometer os mesmos erros em seu próximo jogo. Descrevendo a pressão sobre a Monolith, Hubbard disse que eles "ainda estavam tentando superar o estigma" de seu jogo de 1998, Blood II: The Chosen, que havia sido lançado prematuramente com bugs e sem polimento, e que a empresa "tinha muito a provar, tanto para nós mesmos quanto para o público gamer".
Assinar um contrato com uma editora foi uma tarefa muito difícil para a Monolith. O desenvolvimento já durava meses e o projeto foi aprovado por diferentes editoras quatro vezes, antes que elas pudessem realmente assinar um acordo com uma delas. Durante esse longo tempo para encontrar um parceiro de publicação, No One Lives Forever "mudou constantemente para agradar produtores em potencial e departamentos de marketing. O jogo realmente começou como um thriller de ação paramilitar baseado em missões, inspirado em anime, concebido como uma sequência espiritual de Shogo e terminou como uma aventura de espionagem dos anos 60 na tradição de Our Man Flint e inúmeros outros filmes e programas de espionagem dos anos 60." Este tema final para o jogo foi definido por meio de discussões com a Fox Interactive, a editora final do NOLF. (Partes do conceito inicial de "thriller de ação paramilitar" evoluíram para F.E.A.R, outro jogo da Monolith, lançado após a série NOLF, em 2005.) A produtora do jogo da Monolith, Samantha Ryan, disse que antes do acordo ser assinado, "houve um período em que a Monolith estava a duas semanas da morte. E Jace Hall fechou o acordo com a Fox Interactive que basicamente salvou a empresa."
Após finalmente assinar um contrato com a Fox (com quem a parceria foi anunciada ao público em 24 de agosto de 1999), a equipe conseguiu redigir uma declaração de missão, que serviu de ponto de referência durante todos os aspectos do desenvolvimento do jogo.

"Nosso objetivo principal era fazer o jogador se sentir como o herói de um filme de ação/aventura/espionagem dos anos 60. Nós criamos uma lista das características que achamos necessárias para atingir nosso objetivo. O jogo deve ter uma narrativa forte, com reviravoltas no espírito de Charade ou O Desafio das Águias. Ele deve apresentar um herói ferozmente competente e uma variedade de vilões desprezíveis. O herói deve ter acesso a um arsenal impressionante de armas e dispositivos dignos de Our Man Flint, Danger: Diabolik ou Get Smart. Deve haver situações memoráveis e desafiadoras da morte, oportunidades para furtividade, bem como ação total, e uma variedade de locais exóticos para explorar. Finalmente, cada aspecto da apresentação deve evocar a era de forma convincente."—  Craig Hubbard, desenvolvedor de No One Lives Forever

Em uma fase inicial de desenvolvimento, o protagonista do jogo era um personagem masculino. Isso mudou depois que a imprensa fez repetidas comparações com os vídeo games de James Bond.

O jogo foi anunciado na conferência E3 de 1999. Embora naquela época – conforme descrito na declaração de missão acima – o jogo já estivesse definido para ser um jogo de tiro com temática de espionagem ambientado na década de 1960, a versão que foi apresentada à imprensa naquela época tinha muitas diferenças em relação ao produto final, no que diz respeito aos personagens, enredo e cenário. O protagonista do jogo foi originalmente definido como um personagem masculino chamado Adam Church, que trabalhava para o MI0, "O Serviço Mais Secreto de Sua Majestade". No entanto, sabe-se que muitos dos elementos finais da jogabilidade e da história estavam presentes nesta iteração anterior do jogo: a organização H.A.R.M.; a deserção de um biofísico da Alemanha Oriental por informações sobre um programa de armas soviético ultrassecreto; a presença de humor no jogo; alguns locais, como o cargueiro afundado; o uso de dispositivos, como a maleta lança-foguetes; etc.
Pelo menos em julho de 1999, a Monolith decidiu introduzir muitas mudanças importantes no jogo; a principal razão foi que a imprensa de jogos inesperadamente começou a comparar o jogo com os jogos de James Bond, como GoldenEye 007 (1997). Hubbard mencionou que sua intenção era "fazer um jogo de espionagem dos anos 60", e afirmou que eles "não queriam fazer um jogo no estilo 'Bond', então quando as pessoas estavam obviamente fazendo essa comparação, decidimos retrabalhar um pouco as coisas. Queríamos fugir das comparações com Bond que as pessoas estavam fazendo, então mudamos bastante o personagem principal e a história de fundo." Como resultado, o jogador controla uma protagonista feminina no jogo final, Cate Archer, que trabalha para uma organização chamada UNITY. Mudar a personagem principal para uma mulher não só ajudou a separar o jogo da franquia Bond, mas também permitiu "possibilidades dramáticas mais interessantes", e a "lista de dispositivos ficou muito mais interessante visualmente". Como Hubbard disse, antes de mudar para uma protagonista feminina, ele estava "lutando para tentar distingui-la de todos os outros superespiões masculinos da época — extraordinariamente bonito, inteligente, conhecedor, engenhoso e assim por diante. Mas uma mulher com essas mesmas características imediatamente se destacou por causa do clima social da época. Não importa o quão qualificada ela fosse, ela teria que superar algumas barreiras sérias apenas para ter uma chance de provar a si mesma. E se as coisas não corressem perfeitamente em uma missão, ela receberia mais atenção do que merecia."
A protagonista feminina "passou por vários esboços de conceito, figurinos, penteados, nomes e até nacionalidades". De acordo com Hubbard, foi um desafio encontrar um visual para ela que não apenas evocasse a época, "mas também funcionasse como um modelo 3D". No final, o modelo do jogo de Cate Archer foi inspirado na modelo e atriz Mitzi Martin. Esta foi uma decisão de marketing tomada pela editora Fox Interactive, que usou seu departamento de elenco de longas-metragens para procurar uma modelo apropriado internacionalmente. A voz de Archer foi fornecida pela dubladora americana Kit Harris, que também dublou a personagem Inge Wagner. Originalmente, Harris gravou a voz da protagonista com um sotaque escocês mais forte. Isso mudou depois que um produtor escocês do jogo sentiu que o sotaque usado era muito de classe baixa e uma escolha inadequada; Harris regravou suas falas com uma "inclinação britânica". Tanto o rosto quanto a voz da personagem foram alterados na sequência do jogo, onde ela foi dublada por Jen Taylor.
Junto com as mudanças de personagem e enredo, também foi decidido mudar o título provisório do jogo, No One Lives Forever, para outra coisa, por razões semelhantes relacionadas à franquia Bond (em particular, o romance Nobody Lives for Ever), bem como possíveis considerações legais. No entanto, o título permaneceu consistente durante todo o desenvolvimento.
Após o lançamento do jogo, Hubbard identificou as expectativas realistas definidas pela equipe como um ponto forte no desenvolvimento do jogo, dizendo que "dado nosso orçamento, o tamanho da equipe e o ciclo de desenvolvimento, o melhor que poderíamos esperar fazer era criar um jogo de espionagem divertido e envolvente dos anos 60 que compensaria na apresentação o que faltava em inovação". Outros aspectos positivos do processo incluíram a declaração de missão mencionada acima, juntamente com os sistemas flexíveis usados no desenvolvimento, a coesão da equipe e o cronograma eficaz. Por outro lado, Hubbard citou dificuldades em desenvolver a equipe final, bem como pré-produção ineficiente, atrasos devido à espera pela tecnologia e grandes dificuldades em encontrar uma editora. Hubbard também mencionou as cenas cinematográficas como longas e problemáticas, em parte devido a dificuldades técnicas e em parte devido a falhas conceituais de sua parte, no que diz respeito ao roteiro. Em relação à jogabilidade, ele disse que "uma das principais falhas de NOLF [...] foi que ele acabou parecendo muito mais roteirizado e linear do que o pretendido". Hubbard também expressou insatisfação com o equilíbrio entre ação e intriga: "Infelizmente, ficamos um pouco aquém em intriga. A furtividade era muito implacável. Uma vez que você era descoberto, você estava jogando um jogo de ação." A equipe prestou atenção nesses pontos durante o desenvolvimento de No One Lives Forever 2.
De acordo com Hubbard, o "maior trunfo [da equipe] foi [provavelmente] a lista de erros que cometemos durante Shogo. Começamos este projeto com uma visão bastante sóbria do que poderíamos alcançar. Como resultado, todos os principais recursos que delineamos foram incluídos no jogo, bem como alguns itens adicionais que criamos durante o projeto." No entanto, ainda havia coisas que a equipe não teve tempo suficiente para implementar. Por exemplo, a parte multijogador baseada em equipes de No One Lives Forever seria originalmente um modo de jogo cooperativo baseado em história (semelhante ao tipo de jogo "Assault" do jogo de tiro em primeira pessoa Unreal Tournament de 1999), incluindo objetivos e obstáculos para as duas equipes. Assim como a história para um jogador no jogo, este modo de jogo também incorporaria humor; por exemplo, em um mapa, o objetivo de cada equipe era encontrar uma melancia especial para um prefeito em um mercado marroquino. Embora este modo tenha sido discutido publicamente mesmo em julho de 2000, não está presente como tal no produto final (que se tornou ouro em 20 de Outubro). Os diferentes objetivos foram alterados para uma meta geral para ambas as equipes em todos os mapas: fotografar o item de inteligência da outra equipe. No entanto, uma série de resquícios do desenvolvimento de jogo anterior podem ser vistos em alguns dos mapas lançados, como o gabinete do prefeito mencionado acima visto no mapa do Marrocos. No entanto, o modo multijogador cooperativo completo foi uma característica de No One Lives Forever 2.

### Tecnologia
No One Lives Forever utiliza o motor de jogo LithTech, que foi originalmente desenvolvido pela Monolith e, mais tarde, por sua subsidiária, a LithTech, Inc. (mais tarde conhecida como Touchdown Entertainment). O jogo é baseado no LithTech 2.5 (o primeiro jogo a usar esta versão), com muitas adições e modificações personalizadas para dar suporte ao desenvolvimento do jogo, como suporte para veículos. De acordo com os criadores do jogo, os personagens de NOLF foram construídos a partir de mais polígonos do que qualquer outro jogo de ação para PC na época, com o modelo de Cate Archer tendo aproximadamente 1.700 polígonos.
A inteligência artificial (IA) em NOLF estava significativamente avançada na época do lançamento do jogo. A IA inimiga pode reagir a onze estímulos diferentes, incluindo ouvir os passos do jogador ou o disparo da arma, ver as pegadas do jogador na neve ou ouvir um aliado gritar de dor. A IA pode tentar investigar a origem desses estímulos, seguindo as pegadas, por exemplo, e pode soar alarmes ou pedir reforços. Durante o combate, a IA encontra posições de cobertura e, até certo ponto, também pode usar seu ambiente para proteção, como virar uma mesa e se esconder atrás dela. Após avançar a tecnologia de IA em seus jogos subsequentes, a Monolith comparou a maneira como as IA de NOLF aparecem aleatoriamente dentro e fora da cobertura a uma galeria de tiro. Grupos de guardas de IA usam uma lógica de grupo ao investigar e combater o jogador. Por exemplo, um guarda pode começar a atirar no jogador, enquanto outro corre e pede reforços. A IA do jogo inclui humanos amigáveis e inimigos, bem como cães, tubarões e helicópteros.

## Desenvolvimento

### Influências e humor
"...o jogo é essencialmente uma tentativa de fazer os jogadores se sentirem como os heróis de um filme de espionagem dos anos 60. As situações, vilões, armas, dispositivos, história, diálogo e escopo são inspirados em fontes tão diversas quanto Our Man Flint, vários filmes de Bond, O Desafio das Águias, Charade, Os Vingadores, The Man from U.N.C.L.E., Mission: Impossible, Get Smart, Danger: Diabolik, Modesty Blaise, e inúmeros outros shows, filmes e romances da época, assim como inúmeras referências históricas. Dito isso, certamente tentamos dar a NOLF uma personalidade própria, ajustando os clichês em vez de apenas requentá-los."

— Craig Hubbard, desenvolvedor de No One Lives Forever
Em termos de vídeo games, a Monolith se inspirou em uma série de jogos de furtividade e ação, tais como Metal Gear Solid (1998), Tenchu: Stealth Assassins (1998), Syphon Filter (1999), e GoldenEye 007 (1997), porque a equipe estava "interessada em uma mistura de furtividade e ação em vez de focar exclusivamente em uma ou outra". O lançamento original do jogo furtivo Castle Wolfenstein, de 1981, também foi citado como influente.
Tematicamente, as influências por trás de The Operative: No One Lives Forever foram principalmente filmes de espionagem dos anos 1960, romances, programas de televisão, bem como referências históricas. Quando foi decidido que NOLF seria um jogo de espionagem dos anos 1960, o desenvolvedor-chefe Craig Hubbard começou a se aprofundar no assunto, a fim de "desenvolver alguma fluência" nele. Como ele explicou, ele "era um grande fã dos primeiros filmes de Bond, mas não sabia muito sobre toda a mania de espionagem. Então eu assisti aos filmes de Derek Flint [Our Man Flint, In Like Flint], Modesty Blaise, Matt Helm, Danger: Diabolik, Os Vingadores - qualquer coisa que eu pudesse colocar as mãos." Outras influências incluíram livros, como O Espião Que Saiu do Frio, programas de TV como The Saint, os filmes da Pantera Cor-de-Rosa, filmes de comandos, como Os Canhões de Navarone, bem como "muitas referências históricas, abrangendo tudo, desde livros e documentários sobre o comércio de espionagem até catálogos de moda e livros de design de interiores." A base para o enredo dos explosivos biológicos foi o filme Casino Royale de 1967. De acordo com Hubbard, "a ideia era criar um jogo que fizesse você se sentir um superespião, então tentamos criar situações, personagens e cenários para dar suporte a esse objetivo". Durante o jogo, o jogador pode ouvir referências explícitas à cultura popular, incluindo as séries de TV The Prisoner e The Fugitive, os filmes de Matt Helm The Silencers e The Ambushers,  e os músicos exóticos Les Baxter e Sondi Sodsai. Outras conversas fazem alusão a grandes eventos da época, como os anos de estúdio dos Beatles,  e o fracasso comercial do automóvel Edsel. 
O humor desempenha um papel importante em No One Lives Forever. Como Hubbard explicou, a intenção do jogo é "fazer você rir, mas não às custas de fornecer uma experiência emocional mais ampla e satisfatória do que uma paródia geralmente permite, de modo que mesmo que você não ria uma vez, você ainda pode se divertir bastante jogando o jogo. No fundo, NOLF é um jogo de ação/aventura/espionagem com uma dose saudável de leviandade." O humor é apresentado principalmente por meio de piadas visuais, conversas ouvidas, itens de inteligência textual e cinemáticas. O humor inclui "humor situacional e até mesmo uma pitada de absurdo e humor de banheiro para uma boa medida. Parte disso é sutil, parte não é." O nome de UNITY, H.A.R.M. e outras organizações fictícias mencionadas no jogo seguem a fórmula do gênero espião de usar siglas artificiais para organizações (veja Lista de organizações fictícias de espionagem). O que H.A.R.M. realmente significa nunca é revelado, e especulações sobre seu verdadeiro significado são usadas como piada na sequência do jogo.
Em relação às comparações entre o jogo e a série de filmes Austin Powers, Hubbard destacou em diversas ocasiões que, ao contrário de Austin Powers, No One Lives Forever não é uma paródia do gênero de espionagem. Contrastando a fonte do humor nas duas séries, Hubbard observou que, embora o jogo seja "cafona e bobo, [...]   a premissa subjacente beira o apocalíptico. Essa dicotomia no tom resulta em um estilo de humor muito diferente de uma paródia, onde tudo é divertido e ninguém, incluindo os personagens, leva nada muito a sério."

### Música
A trilha sonora da versão original de No One Lives Forever (assim como da versão posterior para Mac OS X) foi composta e produzida principalmente por Guy Whitmore. O jogo usa a tecnologia DirectMusic, e sua música é um exemplo de trilha sonora adaptável: a música se adapta de forma suave e flexível às situações em que os jogadores se encontram, de modo a simular trilhas sonoras de filmes. Por exemplo, a música aumenta o ritmo ou a urgência quando o jogador está em uma situação de combate, ou se os inimigos percebem a presença do jogador.  A tarefa de Whitmore como compositor era "capturar o sabor do gênero de espionagem dos anos 50/60, sem infringir quaisquer direitos autorais existentes".  Para evitar quaisquer problemas legais com a música da franquia de filmes e jogos James Bond, Whitmore foi inicialmente solicitado a se abster de usar instrumentos de sopro; uma diretiva que ele comparou a "ser solicitado a produzir um álbum de blues sem guitarras".  Embora alguns dos sons dos instrumentos tenham vindo de coleções profissionais, outros eram amostras caseiras, incluindo sons de violoncelo solo executados por Lori Goldston, usados no tema da H.A.R.M.  As influências para a trilha sonora incluíram o compositor alemão Peter Thomas, a trilha sonora do filme Barbarella de 1968 e "uma série de compositores italianos que fizeram belas trilhas sonoras para filmes eróticos europeus de baixo orçamento".
A trilha sonora adaptável de Whitmore não foi usada na versão do jogo para PlayStation 2. Em vez disso, apresentou música original de Rebecca Kneubuhl e mixada por Gabriel Mann. A música tema de No One Lives Forever foi criada por Rich Ragsdale. Kneubuhl e Mann também forneceram vocais para o tema do título.

#### In the Lounge
O jogo foi lançado com música bônus inspirada nos anos 1960 no segundo CD. As músicas disponíveis neste álbum, intitulado In the Lounge, não foram apresentadas no jogo, mas foram escritas especificamente como material extra. As 9 músicas foram escritas por Rebecca Kneubuhl (que também criou a trilha sonora do jogo para a versão posterior do PlayStation 2) e foram gravadas no Asylum Studios. O CD também traz duas músicas de artistas independentes: "Void" de Red Delicious e "El Dorado" de Archie Thompson. Estas foram selecionadas para inclusão como parte de uma "busca musical" online de NOLF, organizada pela Fox Interactive e Indiespace.com.

## Lançamentos e portas

### Lançamento original e edição do jogo do ano
The Operative: No One Lives Forever foi lançado originalmente para Windows nos Estados Unidos em 10 de novembro de 2000, pela Fox Interactive, depois de se tornar ouro em 20 de outubro. Antes do lançamento do jogo, uma demonstração tecnológica foi lançada, incluindo quatro missões para um jogador, sendo uma delas uma missão de treinamento. Após o lançamento do jogo, outra demo foi lançada, apelidada de "Mega Mix Demo", que continha quatro níveis para um jogador e dois mapas multijogador. Vários patches e pacotes de mapas também foram disponibilizados gratuitamente para o jogo.
Depois de receber vários prêmios de Jogo do Ano, uma edição especial de Jogo do Ano foi lançada em 4 de outubro de 2001. Nesse ponto, a Fox Interactive copublicou títulos com uma seleção de parceiros, com a edição "Jogo do Ano" (em inglês:  Game of the Year, GOTY) do título sendo copublicada pela Sierra On-Line. Esta versão relançada inclui uma missão exclusiva, não disponível no jogo original, intitulada "Descanso e Relaxamento" (em inglês:  Rest and Relaxation), que está disponível após a história original. A edição GOTY vem com o guia de estratégia oficial Prima do jogo e também contém mais mapas multijogador, que também foram disponibilizados para download para os proprietários do jogo original.
Em 2001, a Monolith Productions lançou um conjunto de ferramentas de edição para No One Lives Forever que incluía o editor de níveis e o editor de modelos usados para o desenvolvimento. A equipe também lançou o código-fonte de NOLF (versão 1.003 no Windows) naquele ano para "dar suporte à base de fãs, oferecendo ferramentas para criar seus próprios níveis". Está disponível para download e também no CD-ROM Game of the Year Edition. 

### Porta para PlayStation 2
Em 11 de maio de 2000, na E3, a Fox Interactive anunciou que No One Lives Forever seria lançado para o PlayStation 2, embora nenhuma data de lançamento tenha sido planejada dentro desse período.
Em 2 de maio de 2001, a Vivendi Universal Interactive Publishing e a Fox Interactive assinaram um acordo de co-publicação para quatro títulos, incluindo a versão PS2 de No One Lives Forever, todos os quais seriam lançados pela divisão Sierra da empresa. Este acordo seguiu-se a um anúncio inicial da Fox em janeiro de 2001, onde anunciou que deixaria de publicar como uma unidade independente. A porta foi inicialmente anunciada para um lançamento no quarto trimestre de 2001, mas foi lançada em 29 de abril de 2002.
A versão para PlayStation 2 é uma versão da "Game of the Year Edition", mas inclui três níveis exclusivos de flashback não disponíveis em outros lançamentos do jogo, intitulados "Nine Years Ago", nos quais o jogador controla uma Cate Archer mais jovem, quando ela era uma ladra gatuna. Cada um dos novos níveis é acessado durante vários momentos da história original, quando Cate é nocauteada por Armstrong. Todos os três níveis usam novas texturas, novos modelos de personagens e apresentam a roupa de ladra gatuna de Cate, bem como dois dispositivos exclusivos. A porta não apresenta a trilha sonora interativa original de Guy Whitmore; em vez disso, usa uma música original diferente de Rebecca Kneubuhl. O modo multijogador não está presente nesta versão do jogo.

### Porta Mac OS X
Uma versão de No One Lives Forever – Game of the Year Edition para o sistema operacional Mac OS X foi desenvolvida pela MumboJumbo e publicada pela MacPlay. Foi lançado em 21 de novembro de 2002, logo após o lançamento original para Windows de No One Lives Forever 2: A Spy in H.A.R.M.'s Way (que também foi portado para Mac OS X pela MacPlay mais tarde). Semelhante à versão do jogo para Windows, a versão para Mac OS X também usa a tecnologia GameSpy para seu modo multijogador online, permitindo que os jogadores joguem uns com os outros, não importa qual plataforma eles usem.

### Possível relançamento
Com o aumento da distribuição digital de vídeo games no final dos anos 2000, houve especulações sobre um possível relançamento, ou mesmo um remake dos títulos da série No One Lives Forever. No entanto, vários relatórios apontaram o estado complicado dos direitos de propriedade intelectual (PI) da série. Até mesmo as partes que têm fortes laços com a propriedade intelectual, incluindo a editora de vídeo games Activision e o desenvolvedor de NOLF, Craig Hubbard, admitiram publicamente não conhecer a situação jurídica precisa da série, desde maio de 2014.
Em abril de 2013, o gerente de comunidade da Activision, Dan Amrich, tentou explicar o histórico de aquisição da propriedade intelectual de No One Lives Forever em um vídeo público. Essa história inclui a aquisição em 2003 da editora de NOLF, Fox Interactive, pela Vivendi Universal Games (que também era dona da Sierra Entertainment), bem como a fusão em 2008 entre a Vivendi Universal Games (VUG, que desde então foi renomeada para Vivendi Games) e a editora de vídeo games Activision, formando a holding Activision Blizzard. Após a fusão, a Activision decidiu vender algumas propriedades intelectuais e manter outras. Para descobrir os detalhes legais por trás de NOLF, Amrich perguntou a seus colegas, dizendo que "[a] pessoa com quem eu normalmente falo sobre essas coisas não acredita que nós [da Activision] atualmente temos os direitos. Eles nunca viram, nunca receberam permissão para colocar essas coisas no [GOG.com]. Ele disse, basicamente, 'Se tivéssemos, eu adoraria poder relançar aqueles jogos antigos.'" Amrich também perguntou a um amigo que trabalhava na desenvolvedora de NOLF, Monolith (desde então adquirida pela Warner Bros. Interactive Entertainment), que também não sabia a quem pertencia o IP. Amrich concluiu que "neste momento não acredito que a Activision tenha os direitos de No One Lives Forever".
Quando questionado sobre os direitos do jogo em julho de 2013, o designer da NOLF, Craig Hubbard, também expressou confusão sobre as complexidades legais por trás da série. De acordo com Hubbard, "meu entendimento era que a Monolith possuía o IP e a Fox possuía o título do primeiro jogo, que era tecnicamente The Operative: No One Lives Forever. Acho que a Monolith na verdade possuía A Spy in H.A.R.M.'s Way, o subtítulo da sequência, mas posso estar errado sobre isso. A Fox foi adquirida pela VUG, que por sua vez foi adquirida pela Activision, enquanto a Monolith foi comprada pela Warner Brothers, então algumas estrelas teriam que se alinhar para que tudo se resolvesse." Hubbard acrescentou que "não parecia haver nenhum interesse em ressuscitar a franquia" em 2012, enquanto ele ainda trabalhava na Monolith/Warner Bros.
Um possível local para o relançamento dos jogos seria o serviço de venda e distribuição de jogos de computador GOG.com. Em uma entrevista com Trevor Longino, do GOG.com, ele disse que "NOLF é um título realmente ótimo, e é um daqueles em que os direitos são difíceis de resolver. Assim como qualquer outro IP clássico que você já pensou, nós o analisamos, mas não é algo fácil de fazer."
Em maio de 2014, a Nightdive Studios, uma editora de títulos clássicos para PC, registrou marcas registradas para "No One Lives Forever", "The Operative", "A Spy in HARM's Way" e "Contract JACK", A Nightdive também conseguiu adquirir o código-fonte dos jogos, o que lhes permitiria remasterizá-los para sistemas de computador modernos. No entanto, a Nightdive ainda não comentou a situação em relação a quem detinha os direitos do jogo. Nesse ponto, os direitos da série não estavam claros, já que a propriedade pode ter pertencido exclusivamente ou em parte à 20th Century Fox (que era dona da Fox Interactive na época do lançamento do jogo), à Activision (que adquiriu e se fundiu com a Vivendi Games, que por sua vez era a controladora da Sierra Entertainment, a editora de No One Lives Forever 2, e havia adquirido a Fox Interactive em 2003) e à Warner Bros. Interactive Entertainment (que adquiriu a Monolith Productions). A Warner Bros. entrou com uma oposição à marca registrada da Nightdive, levando a Nightdive a tentar obter um acordo de licença. No entanto, os representantes da Warner Bros. estavam preocupados que, se a Fox ou a Activision tivessem parte da propriedade, também precisariam de sua aprovação. A Nightdive tentou trabalhar com a Fox e a Activision para pesquisar seus arquivos, mas como essas transições eram anteriores aos registros computadorizados, nenhuma das empresas quis fazê-lo. Os esforços da Nightdive foram ainda mais interrompidos quando a Warner Bros. lhes disse que não tinham interesse em fazer parceria ou licenciar a propriedade intelectual, levando a Nightdive a abandonar seus esforços para adquirir os direitos.

## Recepção e legado
No One Lives Forever recebeu aclamação da crítica após seu lançamento e tem uma classificação de 88,34% no site agregado GameRankings (com base em 28 avaliações),  e uma pontuação de 91 em 100 no Metacritic (32 avaliações). Muitos críticos disseram na época que No One Lives Forever estava entre os melhores jogos de tiro em primeira pessoa desde o influente e aclamado pela crítica Half-Life de 1998.
Em sua análise, Erik Wolpaw da GameSpot deu a No One Lives Forever uma pontuação de 9,3 de 10 e elogiou a "inventividade implacável do jogo [a qual] se mostra em praticamente todos os aspectos de seu desenvolvimento". Na análise da IGN, o jogo recebeu uma classificação geral de 9,1 ("Excelente") de 10 e foi chamado de "um dos melhores jogos de tiro do ano". A Eurogamer deu ao jogo uma pontuação de 8 em 10 e o chamou de "completamente louvável". A Computer Games Magazine deu ao jogo 5 estrelas de 5 e afirmou que "No One Lives Forever combina um fantástico senso de estilo com ótima animação e dublagem, IA inteligente, música interativa líder da indústria, um senso de humor irônico e uma jogabilidade que faz você voltar para mais".
Jeff Lundrigan analisou a versão para PC do jogo para a Next Generation, classificando-a com quatro estrelas de cinco, e afirmou que "pode não estar na mesma liga que Deus Ex, mas então, o que está? NOLF é um jogo ferozmente fantástico. Sequência, por favor."
A recepção crítica da versão para o PlayStation 2 de No One Lives Forever foi muito menos positiva do que a da versão original. Tem uma classificação de 70,12% no GameRankings (42 avaliações) e uma pontuação de 67 de 100 no Metacritic (23 avaliações). A IGN deu à versão do PlayStation 2 uma classificação geral de 6,9 ("Aceitável") de 10. A versão para PlayStation 2 recebeu uma pontuação de 4,6 ("Pobre") de 10 da GameSpot, e foi criticada principalmente pela falta do recurso de salvamento rápido disponível na versão para PC. A versão para Mac OS X do jogo recebeu uma classificação geral de 9,1 ("Excelente") da IGN, e foi chamada de "uma versão fabulosa para Mac deste jogo de primeira linha".
Nos Estados Unidos, No One Lives Forever vendeu 36.501 cópias até o final de 2000, o que representou US$ 1,32 milhão em receita. Os editores da PC Gamer US chamaram esses números de "uma tragédia, e é difícil encontrar uma razão". Em janeiro de 2002, as vendas totais do jogo atingiram 350.000 cópias.

### Prêmios
No One Lives Forever ganhou vários prêmios de Jogo do Ano na imprensa de vídeo games. NOLF foi nomeado "Jogo do Ano" e "Jogo de Ação do Ano" pela Computer Games Magazine .   Também recebeu os prêmios de "Jogo de Ação do Ano" das revistas Computer Gaming World e PC Gamer .   Durante o 4º Prêmio Anual de Conquistas Interativas, a Academia de Artes e Ciências Interativas nomeou o jogo nas categorias de " Engenharia de Jogo ", " Ação/Aventura para PC ", "Jogo para PC do Ano" e " Jogo do Ano ".    NOLF também foi indicado para o prêmio Game Developers Choice Awards de 2001 da International Game Developers Association em quatro categorias: Jogo do Ano, Personagem Original do Ano, Excelência em Design de Níveis e Prêmio Game Spotlight.  Destes, o jogo ganhou o prêmio Game Spotlight Award por inovação.   

### Legado
Artigos retrospectivos escritos sobre o jogo também foram positivos. Em um artigo da GameSpy de 2003 chamado "Os 25 Melhores Jogos Subestimados de Todos os Tempos", No One Lives Forever foi classificado como nº 19, apelidando-o e sua sequência de "dois dos jogos mais memoráveis dos últimos 10 anos".  Em um artigo escrito em 2009 (nove anos após o lançamento do jogo), a Eurogamer afirma que o jogo "envelheceu enormemente, mas sobrevive bem" e que "você simplesmente não conseguiria fazer No One Lives Forever hoje. Você não conseguiria porque seria muito longo, exigiria muitos recursos e, o mais significativo de tudo, arriscaria todo o custo de desenvolvimento em um jogo de comédia - um gênero que não existe mais".  Em um artigo online da PC Gamer de 2010 intitulado "Por que você deve repetir No One Lives Forever", Tim Stone elogiou o uso do humor no jogo de 10 anos e escreveu que NOLF "é exatamente a experiência divertida, inventiva e afirmativa da vida de que me lembrava". 

## Sequência e spin-off
The Operative: No One Lives Forever é o primeiro jogo da série No One Lives Forever. Foi seguido por uma sequência em 2002, intitulada No One Lives Forever 2: A Spy in H.A.R.M.'s Way. Em 2003, um spin-off dos dois primeiros jogos foi lançado, intitulado Contract J.A.C.K. Sendo uma prequela de No One Lives Forever 2, o jogo se passa cronologicamente entre os dois primeiros jogos No One Lives Forever. Este pacote de expansão independente é um jogo mais curto e, diferentemente dos títulos anteriores, seu protagonista principal não é Cate Archer, mas John Jack, que trabalha para a H.A.R.M. O jogo também se concentra mais na jogabilidade de ação do que na furtividade.